# Chiriguaná
Chiriguaná est une municipalité située dans le département de Cesar, en Colombie.